# Стратегия (шаблон проектирования)
Стратегия (англ. Strategy) — поведенческий шаблон проектирования, предназначенный для определения семейства алгоритмов, инкапсуляции каждого из них и обеспечения их взаимозаменяемости. Это позволяет выбирать алгоритм путём определения соответствующего класса. Шаблон Strategy позволяет менять выбранный алгоритм независимо от объектов-клиентов, которые его используют.

## Основные характеристики

### Задача
По типу клиента (или по типу обрабатываемых данных) выбрать подходящий алгоритм, который следует применить. Если используется правило, которое не подвержено изменениям, нет необходимости обращаться к шаблону «стратегия».

### Мотивы
- Программа должна обеспечивать различные варианты алгоритма или поведения
- Нужно изменять поведение каждого экземпляра класса
- Необходимо изменять поведение объектов на стадии выполнения
- Введение интерфейса позволяет классам-клиентам ничего не знать о классах, реализующих этот интерфейс и инкапсулирующих в себе конкретные алгоритмы

### Способ решения
Отделение процедуры выбора алгоритма от его реализации. Это позволяет сделать выбор на основании контекста.

### Участники
- Класс Strategy определяет, как будут использоваться различные алгоритмы.
- Конкретные классы ConcreteStrategy реализуют эти различные алгоритмы.
- Класс Context использует конкретные классы ConcreteStrategy посредством ссылки на конкретный тип абстрактного класса Strategy. Классы Strategy и Context взаимодействуют с целью реализации выбранного алгоритма (в некоторых случаях классу Strategy требуется посылать запросы классу Context). Класс Context пересылает классу Strategy запрос, поступивший от его класса-клиента.

### Следствия
- Шаблон Strategy определяет семейство алгоритмов.
- Это позволяет отказаться от использования переключателей и/или условных операторов.
- Вызов всех алгоритмов должен осуществляться стандартным образом (все они должны иметь одинаковый интерфейс).
- Можно расширять код, не задевая проверенные части.
- Но усложняется код.

### Реализация
Класс, который использует алгоритм (Context), включает абстрактный класс (Strategy), обладающий абстрактным методом, определяющим способ вызова алгоритма. Каждый производный класс реализует один требуемый вариант алгоритма.
Замечание: метод вызова алгоритма не должен быть абстрактным, если требуется реализовать некоторое поведение, принимаемое по умолчанию.

### Полезные сведения
- и стратегия, и декоратор могут применяться для изменения поведения конкретных классов. Достоинство стратегии в том, что интерфейс кастомизации не совпадает с публичным интерфейсом и может быть куда более удобным, а недостаток в том, что для использования стратегии необходимо изначально проектировать класс с возможностью регистрации стратегий.

### Использование
Архитектура Microsoft WDF основана на этом паттерне. У каждого объекта «драйвер» и «устройство» есть неизменяемая часть, вшитая в систему, в которой регистрируется изменяемая часть (стратегия), написанная в конкретной реализации. Изменяемая часть может быть и вовсе пустой, что даст ничего не делающий драйвер, но при этом способный участвовать в PnP и управлении питанием.
Библиотека ATL содержит в себе набор классов threading model, которые являются стратегиями (различными реализациями Lock/Unlock, которые потом используются основными классами системы). При этом в этих стратегиях используется статический полиморфизм через параметр шаблона, а не динамический полиморфизм через виртуальные методы.

### Примеры
Пример на Java
```
// Класс реализующий конкретную стратегию, должен реализовывать этот интерфейс

// Класс контекста использует этот интерфейс для вызова конкретной стратегии

interface
 
Strategy
 
{

    
int
 
execute
(
int
 
a
,
 
int
 
b
);
 

}

// Реализуем алгоритм с использованием интерфейса стратегии

class
 
ConcreteStrategyAdd
 
implements
 
Strategy
 
{

 

    
public
 
int
 
execute
(
int
 
a
,
 
int
 
b
)
 
{

        
System
.
out
.
println
(
"Called ConcreteStrategyAdd's execute()"
);

        
return
 
a
 
+
 
b
;
  
// Do an addition with a and b

    
}

}

 

class
 
ConcreteStrategySubtract
 
implements
 
Strategy
 
{

 

    
public
 
int
 
execute
(
int
 
a
,
 
int
 
b
)
 
{

        
System
.
out
.
println
(
"Called ConcreteStrategySubtract's execute()"
);

        
return
 
a
 
-
 
b
;
  
// Do a subtraction with a and b

    
}

}

 

class
 
ConcreteStrategyMultiply
 
implements
 
Strategy
 
{

 

    
public
 
int
 
execute
(
int
 
a
,
 
int
 
b
)
 
{

        
System
.
out
.
println
(
"Called ConcreteStrategyMultiply's execute()"
);

        
return
 
a
 
*
 
b
;
   
// Do a multiplication with a and b

    
}
    

}

// Класс контекста использующий интерфейс стратегии

class
 
Context
 
{

 

    
private
 
Strategy
 
strategy
;

 

    
// Constructor

    
public
 
Context
()
 
{

    
}

    
// Set new strategy

    
public
 
void
 
setStrategy
(
Strategy
 
strategy
)
 
{

        
this
.
strategy
 
=
 
strategy
;

    
}

    
public
 
int
 
executeStrategy
(
int
 
a
,
 
int
 
b
)
 
{

        
return
 
strategy
.
execute
(
a
,
 
b
);

    
}

}

 

// Тестовое приложение

class
 
StrategyExample
 
{

 

    
public
 
static
 
void
 
main
(
String
[]
 
args
)
 
{

 

        
Context
 
context
 
=
 
new
 
Context
();

 

        
context
.
setStrategy
(
new
 
ConcreteStrategyAdd
());

        
int
 
resultA
 
=
 
context
.
executeStrategy
(
3
,
4
);

 

        
context
.
setStrategy
(
new
 
ConcreteStrategySubtract
());

        
int
 
resultB
 
=
 
context
.
executeStrategy
(
3
,
4
);

 

        
context
.
setStrategy
(
new
 
ConcreteStrategyMultiply
());

        
int
 
resultC
 
=
 
context
.
executeStrategy
(
3
,
4
);

        
System
.
out
.
println
(
"Result A : "
 
+
 
resultA
 
);

        
System
.
out
.
println
(
"Result B : "
 
+
 
resultB
 
);

        
System
.
out
.
println
(
"Result C : "
 
+
 
resultC
 
);

    
}

}

```

Пример на C++
```
#include
 
<iostream>

class
 
Strategy

{

public
:

	
virtual
 
~
Strategy
()
 
{}

	
virtual
 
void
 
use
()
 
=
 
0
;

};

class
 
Strategy_1
:
 
public
 
Strategy

{

public
:

	
void
 
use
(){
 

        
std
::
cout
 
<<
 
"Strategy_1"
 
<<
 
std
::
endl
;
 

    
}

};

class
 
Strategy_2
:
 
public
 
Strategy

{

public
:

	
void
 
use
(){
 

        
std
::
cout
 
<<
 
"Strategy_2"
 
<<
 
std
::
endl
;
 

    
}

};

class
 
Strategy_3
:
 
public
 
Strategy

{

public
:

	
void
 
use
(){
 

        
std
::
cout
 
<<
 
"Strategy_3"
 
<<
 
std
::
endl
;
 

    
}

};

class
 
Context

{

protected
:

	
Strategy
*
 
operation
;

public
:

	
virtual
 
~
Context
()
 
{}

	
virtual
 
void
 
useStrategy
()
 
=
 
0
;

	
virtual
 
void
 
setStrategy
(
Strategy
*
 
v
)
 
=
 
0
;

};

class
 
Client
:
 
public
 
Context

{

public
:

	
void
 
useStrategy
()

	
{

		
operation
->
use
();

	
}

	
void
 
setStrategy
(
Strategy
*
 
o
)

	
{

		
operation
 
=
 
o
;

	
}

};

int
 
main
(
int
 
/*argc*/
,
 
char
*
 
/*argv*/
[])

{

	
Client
 
customClient
;

	
Strategy_1
 
str1
;

	
Strategy_2
 
str2
;

	
Strategy_3
 
str3
;

	
customClient
.
setStrategy
(
&
str1
);

	
customClient
.
useStrategy
();

	
customClient
.
setStrategy
(
&
str2
);

	
customClient
.
useStrategy
();

	
customClient
.
setStrategy
(
&
str3
);

	
customClient
.
useStrategy
();

	
return
 
0
;

}

```

```
#include
 
<iostream>

struct
 
Strategy_1

{

	
void
 
use
(){
 
std
::
cout
 
<<
 
"Strategy_1"
 
<<
 
std
::
endl
;
 
};

};

struct
 
Strategy_2

{

	
void
 
use
(){
 
std
::
cout
 
<<
 
"Strategy_2"
 
<<
 
std
::
endl
;
 
};

};

struct
 
Strategy_3

{

	
void
 
use
(){
 
std
::
cout
 
<<
 
"Strategy_3"
 
<<
 
std
::
endl
;
 
};

};

template
 
<
class
 
Operation
>

struct
 
Client
:
 
public
 
Operation

{

	
void
 
useStrategy
()

	
{

		
this
->
use
();

	
}

};

int
 
main
 
(
int
 
/*argc*/
,
 
char
*
 
/*argv*/
[])

{

	
Client
<
Strategy_1
>
 
customClient1
;

	
customClient1
.
useStrategy
();

	
Client
<
Strategy_2
>
 
customClient2
;

	
customClient2
.
useStrategy
();

	
Client
<
Strategy_3
>
 
customClient3
;

	
customClient3
.
useStrategy
();

	
return
 
0
;

}

```

Пример на C#
```
using
 
System
;

namespace
 
DesignPatterns.Behavioral.Strategy

{

    
// Класс реализующий конкретную стратегию, должен наследовать этот интерфейс

    
// Класс контекста использует этот интерфейс для вызова конкретной стратегии

    
public
 
interface
 
IStrategy

    
{

        
void
 
Algorithm
();

    
}

    
// Первая конкретная реализация-стратегия.

    
public
 
class
 
ConcreteStrategy1
 
:
 
IStrategy

    
{

        
public
 
void
 
Algorithm
()

        
{

            
Console
.
WriteLine
(
"Выполняется алгоритм стратегии 1."
);

        
}

    
}

    
// Вторая конкретная реализация-стратегия.

    
// Реализаций может быть сколько угодно много.

    
public
 
class
 
ConcreteStrategy2
 
:
 
IStrategy

    
{

        
public
 
void
 
Algorithm
()

        
{

            
Console
.
WriteLine
(
"Выполняется алгоритм стратегии 2."
);

        
}

    
}

    
// Контекст, использующий стратегию для решения своей задачи.

    
public
 
class
 
Context

    
{

        
// Ссылка на интерфейс IStrategy

        
// позволяет автоматически переключаться между конкретными реализациями

        
// (другими словами, это выбор конкретной стратегии).

        
private
 
IStrategy
 
_strategy
;

        
// Конструктор контекста.

        
// Инициализирует объект стратегией.

        
public
 
Context
(
IStrategy
 
strategy
)

        
{

            
_strategy
 
=
 
strategy
;

        
}

        
// Метод для установки стратегии.

        
// Служит для смены стратегии во время выполнения.

        
// В C# может быть реализован также как свойство записи.

        
public
 
void
 
SetStrategy
(
IStrategy
 
strategy
)

        
{

            
_strategy
 
=
 
strategy
;

        
}

        
// Некоторая функциональность контекста, которая выбирает

        
//стратегию и использует её для решения своей задачи.

        
public
 
void
 
ExecuteOperation
()

        
{

            
_strategy
.
Algorithm
();

        
}

    
}

    
// Класс приложения.

    
// В данном примере выступает как клиент контекста.

    
public
 
static
 
class
 
Program

    
{

        
// <summary>

        
// Точка входа в программу.

        
// </summary>

        
public
 
static
 
void
 
Main
()

        
{

            
// Создаём контекст и инициализируем его первой стратегией.

            
Context
 
context
 
=
 
new
 
Context
(
new
 
ConcreteStrategy1
());

            
// Выполняем операцию контекста, которая использует первую стратегию.

            
context
.
ExecuteOperation
();

            
// Заменяем в контексте первую стратегию второй.

            
context
.
SetStrategy
(
new
 
ConcreteStrategy2
());

            
// Выполняем операцию контекста, которая теперь использует вторую стратегию.

            
context
.
ExecuteOperation
();

        
}

    
}

}

```

Примеры на D
```
import
 
std
.
stdio
;

interface
 
IStrategy

{

   
int
 
Action
(
int
 
a
,
 
int
 
b
);

}

class
 
TAddition
:
 
IStrategy

{

   
public
 
int
 
Action
(
int
 
a
,
 
int
 
b
)

   
{

      
return
 
a
+
b
;

   
}

}

class
 
TSubtraction
:
 
IStrategy

{

   
public
 
int
 
Action
(
int
 
a
,
 
int
 
b
)

   
{

      
return
 
a
-
b
;

   
}

}

class
 
TContexet

{

   
private
:

      
int
 
a
,
 
b
;

      
IStrategy
 
strategy
;

   

   
public
:

      
void
 
SetAB
(
int
 
a
,
 
int
 
b
)

      
{

         
TContexet
.
a
 
=
 
a
;

         
TContexet
.
b
 
=
 
b
;

      
};

      

      
void
 
SetStrategy
(
IStrategy
 
strategy
)

      
{

         
TContexet
.
strategy
 
=
 
strategy
;

      
}

      

      
int
 
Action
()

      
{

         
return
 
strategy
.
Action
(
a
,
 
b
);

      
}

}

void
 
main
()

{

   
TContexet
 
context
 
=
 
new
 
TContexet
;

   

   
context
.
SetAB
(
10
,
 
5
);

   

   
context
.
SetStrategy
(
new
 
TAddition
);

   
writeln
(
context
.
Action
());
 
// 15

   

   
context
.
SetStrategy
(
new
 
TSubtraction
);

   
writeln
(
context
.
Action
());
 
// 5

}

```

Пример на Delphi
```
program
 
Strategy_pattern
;

{$APPTYPE CONSOLE}

type

  
IStrategy
 
=
 
interface

  
[
'{6105F24C-E5B2-47E5-BE03-835A894DEB42}'
]

    
procedure
 
Algorithm
;

  
end
;

  
TConcreteStrategy1
 
=
 
class
(
TInterfacedObject
,
 
IStrategy
)

  
public

    
procedure
 
Algorithm
;

  
end
;

procedure
 
TConcreteStrategy1
.
Algorithm
;

begin

  
Writeln
(
'TConcreteStrategy1.Algorithm'
)
;

end
;

type

  
TConcreteStrategy2
 
=
 
class
(
TInterfacedObject
,
 
IStrategy
)

  
public

    
procedure
 
Algorithm
;

  
end
;

procedure
 
TConcreteStrategy2
.
Algorithm
;

begin

  
Writeln
(
'TConcreteStrategy2.Algorithm'
)
;

end
;

type

  
TContext
 
=
 
class

  
private

    
FStrategy
:
 
IStrategy
;

  
public

    
procedure
 
ContextMethod
;

    
property
 
Strategy
:
 
IStrategy
 
read
 
FStrategy
 
write
 
FStrategy
;

  
end
;

procedure
 
TContext
.
ContextMethod
;

begin

  
FStrategy
.
Algorithm
;

end
;

var

  
Context
:
 
TContext
;

begin

  
Context
 
:=
 
TContext
.
Create
;

  
try

    
Context
.
Strategy
 
:=
 
TConcreteStrategy1
.
Create
;

    
Context
.
ContextMethod
;

    
Context
.
Strategy
 
:=
 
TConcreteStrategy2
.
Create
;

    
Context
.
ContextMethod
;

  
finally

    
Context
.
Free
;

  
end
;

end
.

```

Примеры на Javascript
```
// "интерфейс" Strategy

class
 
Strategy
 
{

	
exec
()
 
{}

}

// реализация Strategy

// показ сообщения в статусной строке браузера

// (поддерживается не всеми браузерами)

class
 
StrategyWindowStatus
 
extends
 
Strategy
 
{

    
constructor
()
 
{

        
super
();

    
}

	
exec
(
message
)
 
{

		
window
.
status
 
=
 
message
;

	
}

}

// показ сообщения с помощью попапа

// (может быть заблокировано браузером)

class
 
StrategyNewWindow
 
extends
 
Strategy
 
{

     
constructor
()
 
{

         
super
();

     
}

	 
exec
(
message
)
 
{

		 
const
 
win
 
=
 
window
.
open
(
""
,
 
"_blank"
);

		 
win
.
document
.
write
(
"<html>"
+
 
message
 
+
"</html>"
);

	 
}

}

// показ сообщения с помощью модального окна

class
 
StrategyAlert
 
extends
 
Strategy
 
{

     
constructor
()
 
{

         
super
();

     
}

	 
exec
(
message
)
 
{

		 
alert
(
message
);

	 
}

}

// Context

class
 
Context
 
{

     
constructor
(
strategy
)
 
{

         
this
.
strategy
 
=
 
strategy
;

     
}

	 
exec
(
message
)
 
{

	     
this
.
strategy
.
exec
(
message
);

	 
}

}

// Использование

const
 
showInWindowStatus
 
=
 
new
 
Context
(
 
new
 
StrategyWindowStatus
()
 
);

const
 
showInNewWindow
 
=
 
new
 
Context
(
 
new
 
StrategyNewWindow
()
 
);

const
 
showInAlert
 
=
 
new
 
Context
(
 
new
 
StrategyAlert
()
 
);

showInWindowStatus
.
exec
(
"сообщение"
);

showInNewWindow
.
exec
(
"сообщение"
);

showInAlert
.
exec
(
"сообщение"
);

```

Примеры на PHP
```
<?php

interface
 
NamingStrategy

{

    
function
 
createName
(
$filename
);

}

 

class
 
ZipFileNamingStrategy
 
implements
 
NamingStrategy

{

    
function
 
createName
(
$filename
)

    
{

        
return
 
"http://downloads.foo.bar/
{
$filename
}
.zip"
;

    
}

}

 

class
 
TarGzFileNamingStrategy
 
implements
 
NamingStrategy

{

    
function
 
createName
(
$filename
)

    
{

        
return
 
"http://downloads.foo.bar/
{
$filename
}
.tar.gz"
;

    
}

}

class
 
Context

{

    
private
 
$namingStrategy
;

    
function
 
__construct
(
NamingStrategy
 
$strategy
)

    
{

        
$this
->
namingStrategy
 
=
 
$strategy
;

    
}

    
function
 
execute
()

    
{

        
$url
[]
 
=
 
$this
->
namingStrategy
->
createName
(
"Calc101"
);

        
$url
[]
 
=
 
$this
->
namingStrategy
->
createName
(
"Stat2000"
);

        
return
 
$url
;

    
}

}

if
 
(
strstr
(
$_SERVER
[
"HTTP_USER_AGENT"
],
 
"Win"
))

    
$context
 
=
 
new
 
Context
(
new
 
ZipFileNamingStrategy
());

else

    
$context
 
=
 
new
 
Context
(
new
 
TarGzFileNamingStrategy
());

$context
->
execute
();

?>

```

Пример на Python 2.7
```
class
 
People
(
object
):

    
tool
 
=
 
None

    
    
def
 
__init__
(
self
,
 
name
):

	    
self
.
name
 
=
 
name

    
    
def
 
setTool
(
self
,
 
tool
):

	    
self
.
tool
 
=
 
tool

    
    
def
 
write
(
self
,
 
text
):

	    
self
.
tool
.
write
(
self
.
name
,
 
text
)

	

class
 
ToolBase
:

    
"""

    Семейство алгоритмов `Инструмент написания`

    """

    
def
 
write
(
self
,
 
name
,
 
text
):

	    
raise
 
NotImplementedError
()

	

class
 
PenTool
(
ToolBase
):

    
"""Ручка"""

    
def
 
write
(
self
,
 
name
,
 
text
):

	    
print
 
u
'
%s
 (ручкой) 
%s
'
 
%
 
(
name
,
 
text
)

	

class
 
BrushTool
(
ToolBase
):

    
"""Кисть"""

    
def
 
write
(
self
,
 
name
,
 
text
):

	    
print
 
u
'
%s
 (кистью) 
%s
'
 
%
 
(
name
,
 
text
)

	

class
 
Student
(
People
):

    
"""Студент"""

    
tool
 
=
 
PenTool
()

    

class
 
Painter
(
People
):

    
"""Художник"""

    
tool
 
=
 
BrushTool
()

maxim
 
=
 
Student
(
u
'Максим'
)

maxim
.
write
(
u
'Пишу лекцию о паттерне Стратегия'
)

# Максим (ручкой) Пишу лекцию о паттерне Стратегия

sasha
 
=
 
Painter
(
u
'Саша'
)

sasha
.
write
(
u
'Рисую иллюстрацию к паттерну Стратегия'
)

# Саша (кистью) Рисую иллюстрацию к паттерну Стратегия

# Саша решил стать студентом

sasha
.
setTool
(
PenTool
())

sasha
.
write
(
u
'Нет, уж лучше я напишу конспект'
)

# Саша (ручкой) Нет, уж лучше я напишу конспект

```

Пример на Ruby
```
require
 
"interface"

Strategy
 
=
 
interface
 
{

  
required_methods
 
:use

}

class
 
StrategyOne

  
def
 
use

    
puts
 
"Strategy one"

  
end

  
implements
 
Strategy

end

class
 
StrategyTwo

  
def
 
use

    
puts
 
"Strategy two"

  
end

  
implements
 
Strategy

end

class
 
StrategyThree

  
def
 
use

    
puts
 
"Strategy three"

  
end

  
implements
 
Strategy

end

class
 
Context

  
attr_accessor
 
:strategy

  
def
 
initialize
 
strategy

    
@strategy
 
=
 
strategy

  
end

  
def
 
useStrategy

    
strategy
.
use

  
end

end

context
 
=
 
Context
.
new
 
StrategyOne
.
new

context
.
useStrategy

context
.
strategy
 
=
 
StrategyTwo
.
new

context
.
useStrategy

context
.
strategy
 
=
 
StrategyThree
.
new

context
.
useStrategy

```